# RTAS
Real Time AudioSuite (RTAS) est un format de plug-in audio développé [Quand ?] par Digidesign (aujourd’hui nommé Avid Technology) pour leur suite de séquenceurs Pro Tools. Il n'est plus utilisé depuis Pro Tools 11 (2013).